# جزایر اوکیناوا

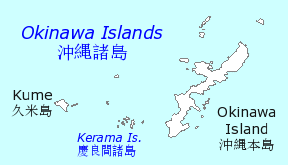
جزایر اوکیناوا

جزایر اوکیناوا (ژاپنی: 沖縄諸島) مجموعه‌ای جزیره در استان اوکیناوای ژاپن و مجموعه اصلی جزیره‌های این استان است. جزایر اوکیناوا بخشی از جزایر ریوکیو به شمار می‌رود و میان جزایر آمامی استان کاگوشیما در شمال شرق و جزایر ساکیشیمای استان اوکیناوا در جنوب غرب واقع شده است.
جزایر اوکیناوا مرکز سیاسی، فرهنگی و جمعیتی استان اوکیناوا است. شهر ناها مرکز استان اوکیناوا نیز در این جزایر قرار دارد. ۹۰٪ جمعیت استان در جزایر اوکیناوا و به ویژه جزیره اوکیناوا که بزرگ‌ترین جزیره از این مجموعه‌جزایر است، زندگی می‌کنند.
جزایر اوکیناوا آب‌وهوای نیمه گرمسیری دارد که امکان تولید نیشکر و آناناس را فراهم می‌سازد.